# Gülbahar Hatun
Gülbahar Hatun, död 1492, var den första av fem gemåler till den osmanske sultanen Mehmet II (regent 1451-1481) och mor till Bayezid II (regent 1481-1512). 
Hon var en europeisk slav som hamnade som konkubin i Mehmets harem. Det finns flera teorier om hennes ursprung. En populär legend var att hon var en fransk prinsessa. Det var dock populärt för osmanska sultaner att hävda släktskap med europeiska kungligheter av diplomatiska skäl. Hon var förmodligen från Albanien. Under makens regeringstid arbetade hon för sin sons intressen. 
När hennes son, Beyazit II, besteg tronen blev hon i enlighet med sed hovets första dam och fick ansvaret för det kungliga haremet, som vid denna tid låg i ett separat palats från det där sultanen bodde, och där sultanen regelbundet avlade besök. Hon fungerade som sin sons rådgivare och rekommenderade eller kritiserade hans ämbetsmän.